# Faverolles-la-Campagne
Faverolles-la-Campagne – miejscowość i gmina we Francji, w regionie Normandia, w departamencie Eure.
Według danych na rok 1990 gminę zamieszkiwało 140 osób, a gęstość zaludnienia wynosiła 30 osób/km² (wśród 1421 gmin Górnej Normandii Faverolles-la-Campagne plasuje się na 759. miejscu pod względem liczby ludności, natomiast pod względem powierzchni na miejscu 714).